# Navot Miller
Navot Miller (hebräisch נבות מילר; geb. 1991 in Shadmot Mehola, Westjordanland) ist ein israelischer Maler und Installationskünstler, dessen farbintensive Arbeiten queere Intimität, Erinnerung und Beobachtungen in Berlin und New York thematisieren wo er lebt und arbeitet. Sein Stil ist von Primärfarben – häufig ergänzt um Pink – und davon geprägt, den Ausstellungsraum einzubeziehen, etwa durch bemalte Wände oder Vorhänge, die Gemälde rahmen und mit dem Raum verbinden.

## Leben
Miller wurde 1991 in der jüdisch-orthodoxen Siedlung Shadmot Mehola im Westjordanland geboren und wuchs dort auf. Er zog zum Architekturstudium nach Berlin und besuchte dort zunächst die Universität der Künste. Später verlagerte er seinen Schwerpunkt zur freien Kunst und schloss 2022 die Kunsthochschule Berlin-Weißensee mit einem Abschluss in Bildender Kunst ab. Miller beschreibt Berlin als prägenden Ort seiner Biografie und seines Selbstverständnisses als queerer Künstler. Der Terrorangriff der Hamas im Jahr 2023 wirkte auf sein persönliches und künstlerisches Umfeld und floss in die Erzählungen rund um seine Ausstellungen ein.

## Wirken
Millers Motive entstehen häufig aus Alltagsbeobachtungen sowie aus Fotografien und Videos auf seinem Smartphone; sie zeigen intime, oft queere Begegnungen sowie Landschaften und Interieurs in Berlin und New York. Seine Bildsprache nutzt kräftige Kontraste und eine reduzierte, von Rot, Gelb, Blau und Grün dominierte Palette, die er vielfach durch Rosa erweitert. Mehrfach bezieht er den Ausstellungsraum praktisch mit ein – zum Beispiel, indem er ganze Wände bemalt oder Duschvorhänge um Bilder hängt. Als Referenzen nennt er Film und Architektur; einzelne Arbeiten verweisen zudem auf Edward Hopper sowie – im Kontext seiner Pink Synagogue – auf Marc Chagall und die Verhüllungsprojekte von Christo und Jeanne-Claude. Mit dem Konzept der Pink Synagogue betrachtet Miller die Versöhnung religiöser Sozialisation und queerer Identität und stellt die Rolle von Farbe und Design in sakralen Räumen zur Diskussion.
Zu seinen Ausstellungen zählt die künstlerische Intervention Lago di Homo im C/O Berlin (2023–2024). Die Einzelausstellung A Pink Shul bei Wannsee Contemporary (Berlin, 13. September bis 16. November 2024) zeigte eine ganz in Rosa gefasste Galerie und figurative Gemälde in einem synagogenartigen Raum. Im Sommer 2025 präsentierte die Berliner Galerie Dittrich & Schlechtriem Paradise, eine immersive Schau mit großformatigen Gemälden und Inszenierungen wie dem Werk The Shower (Kevin & Elliot in Zipolite), die bis zum 30. August 2025 zu sehen war. Frühere Soloausstellungen führten ihn unter anderem in die Yossi Milo Gallery (New York, 2023), die 1969 Gallery (New York, 2022), die Braverman Gallery (Tel Aviv, 2022), Grove Collective (London, 2022), Wannsee Contemporary (Berlin, 2022) und die Elektrohalle Rhomberg (Salzburg, 2021). Gemeinsam mit Norbert Bisky zeigte er 2023 die Doppelausstellung Swing State in der Berliner Weserhalle.
Inhaltlich wiederkehrend sind Motive aus Zipolite, einem Strandort an Mexikos Pazifikküste, den Miller als „temporäres Paradies“ und als Raum von Begegnung, Achtsamkeit und Intimität beschreibt. 2025 gestaltete er zudem ein Gemälde für eine Sonderausgabe von Hanya Yanagiharas Roman A Little Life, in dem er eine Szene des Zuhörens interpretierte.